# Romantico (Mao)
Romantico è il secondo singolo estratto da Casa, secondo disco del gruppo musicale Mao e la Rivoluzione, pubblicato dalla Virgin Music nel 1997. Per via della partecipazione al Festival di Sanremo con la canzone Romantico, il nome della band viene abbreviato in Mao. Casa rappresenta il secondo ed ultimo disco di Mao insieme alla formazione Mao e la Rivoluzione.

## Tracce
CD promo
1. Romantico - 2:48

Promo 7"
- Spice Girls / Mao - Spice Up Your Life / Romantico

## Videoclip
- 1997 - Romantico (regia di Lorenzo Vignolo)[1]

## Formazione
- Mauro ‘Mao’ Gurlino - voce, chitarra acustica
- Matteo Salvadori - chitarra elettrica
- Gianluca ‘Mago’ Medina - basso
- Paolo ‘Gep’ Cucco - batteria, campionatore